# Alejandro Cárdenas
Alejandro Cárdenas, född den 4 september 1974 i Hermosillo, är en mexikansk före detta friidrottare som tävlade i kortdistanslöpning.
Cárdenas började sin karriär som mångkampare men från och med 1997 tävlade han huvudsakligen på 400 meter. Hans stora framgångar kom under 1999 då han blev bronsmedaljör både vid inomhus-VM och vid utomhus-VM. Han deltog även i två OS, 2000 och 2004 men där tog han sig aldrig vidare till finalen.
Hans sista mästerskap var VM 2005 i Helsingfors där han blev utslagen i försöken.

## Personligt rekord
- 400 meter - 44,31